# Formula One 2002
Formula One 2002 è un videogioco prodotto dallo studio Liverpool della Sony, basato sulla stagione 2002 di Formula 1. Il gioco ricopre tutti e 22 i piloti partecipanti di questa stagione e tutti i 17 tracciati del calendario 2002.
Il gioco include le funzioni di:
- Gara Arcade
- Stagione Arcade
- Prova a Tempo
- Gara Personalizzata
- Gara con Fantasma[1]
- Hot Seat
- Week-end Gran Premio
- Campionato del Mondo
- Prova a tempo con Safety Car[1]

## Telecronaca
- Andrea De Adamich
- Claudia Peroni

## Novità estetiche e tecniche
Dal punto di vista tecnico Formula One 2002 è molto migliorato rispetto al suo predecessore, e come primo impatto si vede subito dall'on board camera e dalla comparsa per la prima volta dell'interno vettura dal punto di vista del pilota. Altre novità riguardano la comparsa stagione Arcade e l'incremento di realismo grazie a una vettura più stabile e la possibilità di regolare il controllo di trazione per incrementare la bravura del giocatore.

## Altre novità
Nuova è la modalità Safety Car che consiste, una volta sbloccata, di girare con la macchina di servizio (Mercedes) su i circuiti del mondiale, facendo una prova a tempo.

## Team e Piloti
- Scuderia Ferrari= 1.Michael Schumacher/2.Rubens Barrichello
- McLaren Mercedes= 3.David Coulthard/4.Kimi Räikkönen
- Williams BMW= 5.Ralf Schumacher/6.Juan Pablo Montoya
- Sauber Petronas= 7.Nick Heidfeld/8.Felipe Massa
- Jordan Honda= 9.Giancarlo Fisichella/10.Takuma Satō
- BAR Honda= 11.Jacques Villeneuve/12.Olivier Panis
- Renault= 14.Jarno Trulli/15.Jenson Button
- Jaguar Cosworth= 16.Eddie Irvine/17.Pedro de la Rosa
- Arrows Cosworth= 20.Heinz Harald Frentzen/21.Enrique Bernoldi
- Minardi Asiatech= 22.Alex Yoong/23.Mark Webber
- Toyota= 24.Mika Salo/25.Allan McNish

## Particolarità
- Nonostante la Arrows-Cosworth non prenda parte a tutte le gare del mondiale 2002, si può utilizzare anche nel finale di stagione, a differenza di Formula One del 1995, dove la Simtek-Ford, che si era ritirata a partire dal Gp del Canada, non era presente in quei GP in cui non partecipava (a meno che non fosse selezionata dal giocatore).
- I piloti sono quelli di inizio stagione. Infatti non sono inclusi Frentzen che ha sostituito Massa alla Sauber-Petronas e Davidson che ha sostituito Yoong alla Minardi-Asiatech.